# Layton (Utah)
Layton – miasto w Stanach Zjednoczonych, w stanie Utah, w hrabstwie Davis.